# Vånga distrikt, Skåne
Vånga distrikt är ett distrikt i Kristianstads kommun och Skåne län. 
Distriktet ligger nordost om Kristianstad. 

## Tidigare administrativ tillhörighet
Distriktet inrättades 2016 och utgörs av socknen Vånga i Kristianstads kommun.
Området motsvarar den omfattning Vånga församling hade vid årsskiftet 1999/2000.